# Супрематизм 65
«Супремати́зм 65» — супрематическая акварель Казимира Малевича 1915 года.

## История

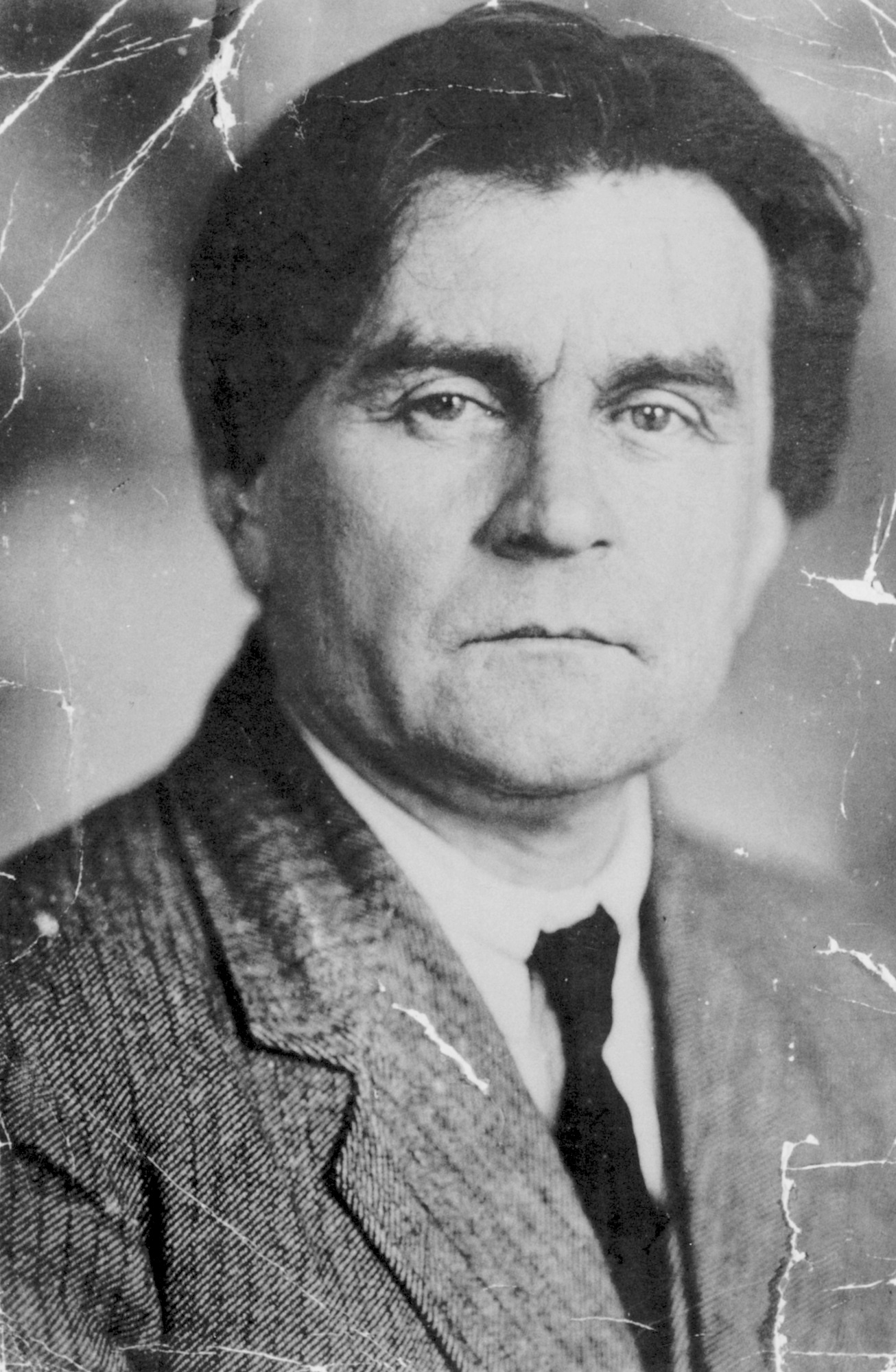
Казимир Малевич

Супрематическая акварель Казимира Малевича 1915 года «Супрематизм 65» находится в собрании Пархомовского историко-художественного музея в селе Пархомовка Харьковской области на Украине.

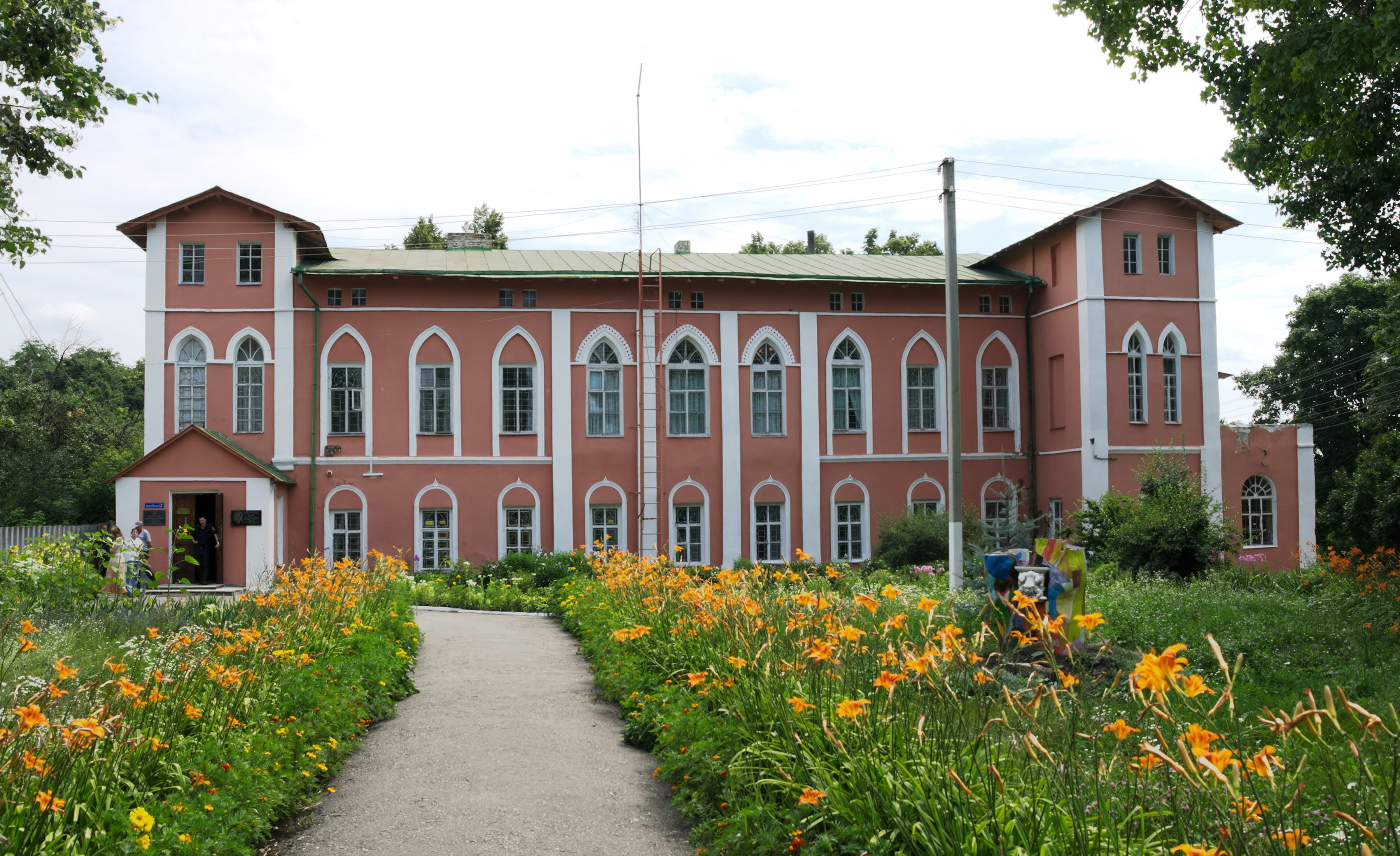
Пархомовский историко-художественный музей

В 2015—2016 годах по инициативе Харьковского художественного музея, чьим автономным отделом является Пархомовский историко-художественный музей, в стенах материнского музея была устроена выставка одной картины — акварели «Супрематизм 65». Важным основанием устройства выставки для харьковского музея была биографическая связь Казимира Малевича со Слобожанщиной и селом Пархомовка: будущий художник был сыном управляющего сахарного завода П. И. Харитоненко в селе Пархомовка и учился в Пархомовском сельскохозяйственном училище. В Белополье, на хуторе Вовчик и в Конотопе, Малевич получил первый опыт рисования.
«Супрематизм 65» — одна из двух работ Малевича, находящихся в государственных собраниях на Украине. Вторая, картина «Супрематическая композиция 1», находится в Мыстецком арсенале в Киеве.

## Выставки
- 21 декабря 2015 — 18 января 2016 — «Супрематизм 65» (выставка одной картины), Харьков, Харьковский художественный музей[2][4]